# Bergamo–Brescia-vasútvonal
A Bergamo–Brescia-vasútvonal egy 49 km hosszúságú, normál nyomtávolságú vasútvonal Olaszországban, Bergamo és Brescia között. A vonal 3000 V egyenárammal villamosított, fenntartója az RFI.